# Linje 313
Linje 313 er en buslinje i Frederikssund og Hornsherred, der kører mellem Frederikssund Station og Kyndby Huse. Linjen er udformet som en ringlinje med skiftevis kørsel i de to retninger og endestation ved stationen. Linjen er en del af Movias busnet. Linjen er udliciteret Nobina, der driver fra sit garageanlæg i Frederikssund. I 2023 havde den ca. 23.000 passagerer.

## Historie
Buslinjen var tidligere linje 303, men blev erstattet af linje 703, som nu er linje 303.

## Fakta
- Rute
  - Kyndby Huse - Kyndbyvej - Toftegaardsvej - Dalbyhusevej - Dalby Huse Vej - Strandgårdsvej - Lærkevænget - Dråbyvej - Møllevej - Hovedgaden - Vinkelvej - Hovedgaden - Færgelundsvej - Færgevej - Bruhnsvej - Frederikssund St.[1]
- Stoppesteder
  - Kyndby Huse - Kyndby - Toftevænget - Skehøjvej - Dalby Huse Vej - Dalby Huse - Axelgårdsvej - Strandbovej - Over Dråby Strand - Birkmosevej - Over Dråby - Over Dråby Kirke - Jægersprisskolerne - Møllehegnet - Jægerpris, JAS - Jægerspris, Dyrnæsvej - Jægerspris Lægecenter -  Jægersprislejren - Vængetvej - Kignæskrogen - Færgegård - Falck Station - Rosenvænget - Borgervænget - Skyllebakkegade - Kalvøvej - Frederikssund St.[1]
- Linjevarianter
  - Frederikssund St. - Jægerspris[1]
  - Kyndby Huse - Jægerspris[1]
- Vigtige knudepunkter
  - Frederikssund St.[1]